# Fragile (album)
Fragile je četvrti studijski album engleskog progresivnog rock sastava Yes. Album je objavljen 26. studenog 1971. godine, a objavila ga je diskografska kuća Atlantic Records. Nakon turneje povodom prijašnjeg albuma The Yes Album objavljenog ranije te godine grupa se vratila u London kako bi počela raditi na novom studijskom albumu. Rano u procesu stvaranja klavijaturist Tony Kaye bio je otpušten zbog prevelike želje da klavijature budu više elektronske. Ubrzo ga je zamijenio Rick Wakeman, klavijaturist sastava The Strawbs, kojemu je iskustvo s mnogim instrumentima pomoglo razviti glazbu skupine, uz dodatak električnog glasovira, čembala, melotrona i minimooga. Četiri skladbe zajedno je napisao sastav; ostalih pet pjesama samostalno je napisao svaki njegov član. Prvi je album grupe čiji je omot ilustrirao Roger Dean, koji će kasnije dizajnirati još mnogo omota i logotipova za skupinu.
Fragile je primio pozitivne kritike nakon objave te je i kritički i komercijalno i uspješan album sastava. Dosegao je četvrto mjesto na ljestvici US Billboard Top LPs i sedmo mjesto na ljestvici britanskih albuma. Yes je objavio uređenu verziju pjesme "Roundabout" kao prvi singl s albuma, koji je kasnije dosegao trinaesto mjesto na američkim ljestvicama te koja je dan danas jedna od njegovih najpoznatijih pjesama. Fragile je bio prodan u više od dva milijuna primjeraka diljem Sjedinjenih Američkih Država, što ga čini jednim od najpopularnijih albuma grupe. Bio je remasteriran nekoliko puta te ta izdanja također sadrže neke od neobjavljenih pjesama.

## Popis pjesama
| 1. | »Roundabout«            | 8:30 |
| 2. | »Cans and Brahms«       | 1:38 |
| 3. | »We Have Heaven«        | 1:40 |
| 4. | »South Side of the Sky« | 8:02 |

| 1. | »Five Per Cent for Nothing«          | 0:35  |
| 2. | »Long Distance Runaround«            | 3:30  |
| 3. | »The Fish (Schindleria Praematurus)« | 2:39  |
| 4. | »Mood for a Day«                     | 3:00  |
| 5. | »Heart of the Sunrise«               | 11:27 |

| 10. | »America«                   | 10:33 |
| 11. | »Roundabout« (Rana izvedba) | 8:35  |

| 10. | »Roundabout«            | 8:09 |
| 11. | »We Have Heaven«        | 2:22 |
| 12. | »South Side of the Sky« | 5:12 |
| 13. | »All Fighters Past«     | 2:32 |
| 14. | »Mood for Another Day«  | 3:04 |
| 15. | »We Have Heaven«        | 2:01 |

## Zasluge
Yes
- Jon Anderson – glavni vokali, prateći vokali
- Steve Howe – električna gitara, akustična gitara, prateći vokali
- Chris Squire – bas-gitara, prateći vokali, električna gitara
- Rick Wakeman – orgulje, glasovir, mellotron, minimoog sintisajzer
- Bill Bruford – bubnjevi, udaraljke

Ostalo osoblje
- Yes – inženjeri zvuka, producenti
- Eddy Offord – inženjer zvuka
- Gary Martin – pomoćni inženjer zvuka
- Roger Dean – ilustracije, fotografija